# Svéd Nemzeti Könyvtár
A Svéd Nemzeti Könyvtár (svédül: Kungliga biblioteket, KB, jelentése "Királyi könyvtár") a svéd nyomtatott és audiovizuális termékek gyűjtőhelye, 1661 óta gyűjtik a köteles példányokat. Tevékenységi köre három területre terjed ki: a hosszútávú megőrzés és a felhasználói szolgáltatások mellett a svéd tudományos közösséget ellátó infrastruktúrának is a gerincét adja. A bölcsészet- és a társadalomtudományok tudományos szakkönyvtára Svédországban.
Állami tulajdonú, körülbelül 320 alkalmazottja van.

## Története

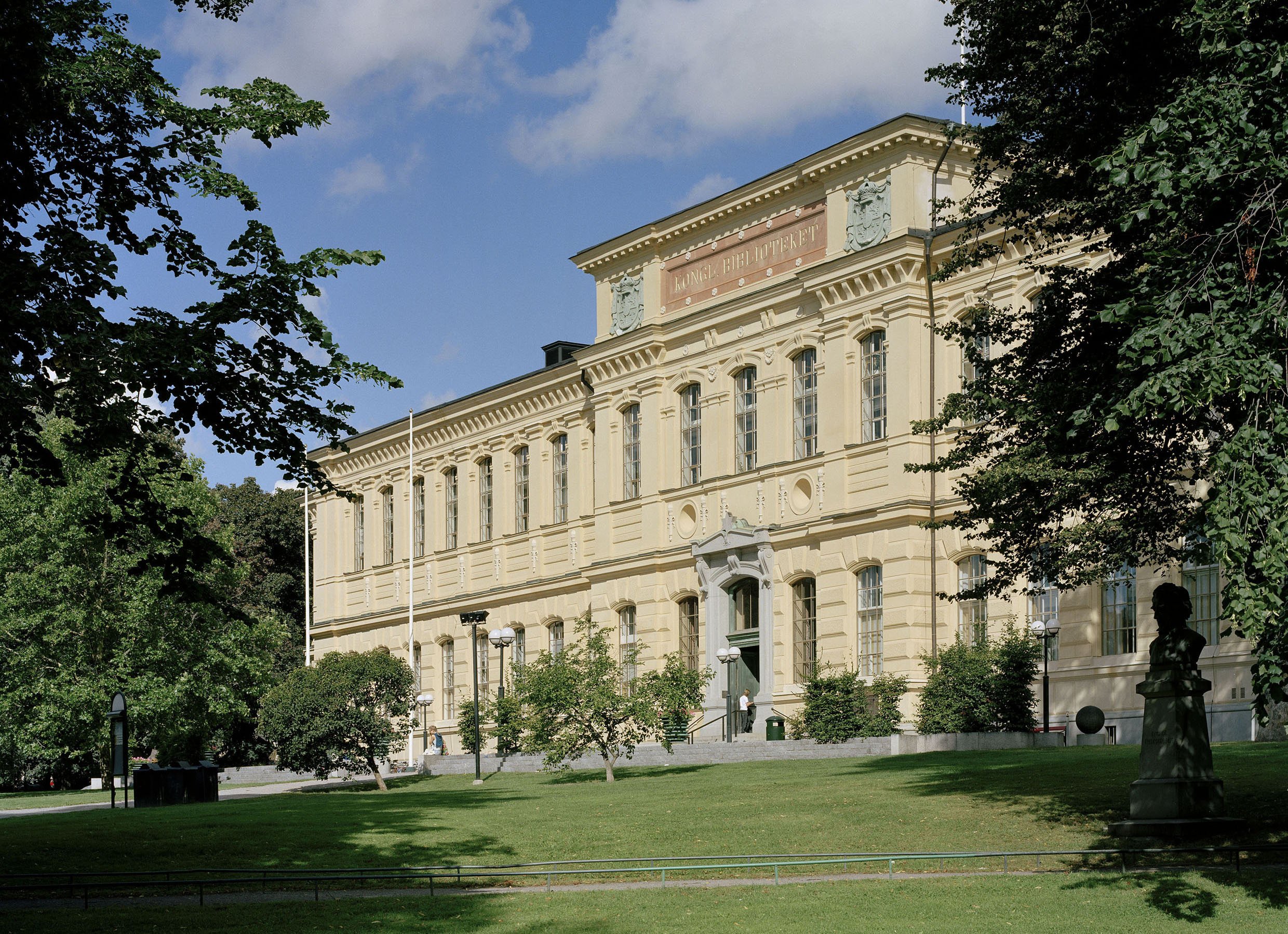
A Svéd Nemzeti Könyvtár épülete

A királyi gyűjteményekről már az 1500-as évekről van adat, ám a Királyi Könyvtárat (a jelenlegi Svéd Nemzeti Könyvtárat) az 1600-as években alapították. Eredetileg a királyi várban kapott helyet, kötelespéldány-joga 1661-re datálódik. 1697-ben a vár leégésekor majdnem a teljes állomány megsemmisült, csupán egynegyede vészelte át a katasztrófát.

## Épülete
A 19. század folyamán 1878-ban kap önálló épületet Stockholm Humlegaard városrészében. Az épületet védett park veszi körbe, ezért a kilencvenes évekbeli jelentős, közel 9 000 m2-es bővítésre a föld alatt került sor.

## Gyűjteményei
A Nemzeti Könyvtár alapvető kötelespéldány-gyűjtési és -megőrzési feladatokkal bír az összes nyomtatott dokumentum vonatkozásában – a könyvektől a plakátokon, kéziratokon, kottákon, térképeken át a vasúti menetrendekig bezárólag. A svéd anyag mellett – mely jelenleg közel 3 millió kötet, s évente mintegy 1000 folyóméterrel nő – jelentős számú idegen nyelvű könyvvel és értékes külföldi eredetű történeti könyvállománnyal bír. Ez utóbbit egészíti ki a Nemzeti Audiovizuális Archívum mintegy több millió órányi rögzített felvétele. A tévé- és rádióadásokat 1979 óta archiválják. Az archívum része még a filmgyűjtemény, filmzenei gyűjtemény, multimédiagyűjtemény is.
A plakátgyűjtemény a világ egyik legnagyobbja a maga nemében tízezer folyóméternyi anyagával, mintegy félmillió egységből álló állományával. A könyvtár kéziratállományának fontos része az egyes kiemelkedő irodalmi alkotók hagyatéka. Az Astrid Lindgren-gyűjtemény felkerült az UNESCO világörökségi listájára is.

## Audiovizuális archívuma
A Svéd Nemzeti Könyvtár volt az elsők között az egyik, mely 1997-ben webarchiválásba kezdett, 2009. január elsejétől pedig megkezdte működését az intézmény keretei között az Audiovizuális Nemzeti Archívum is. Ennek működése 1979-re nyúlik vissza, húsz éven át másféle szervezeti keretben működött.
A különféle digitalizálási és a hosszú távú megőrzés kérdéseivel foglalkozó tudományos és gyakorlati tevékenységek koordinálása szintén nemzeti könyvtári feladat. A digitalizálást megelőzően (kurrens és retrospektív módon) 1979-től kezdték el a napilapok mikrofilmezését. A mikrofilm-anyagot csak tudományos kutatók használhatják.

## Külső hivatkozások
- A könyvtár honlapja